# Catherine Charlotte de Gramont
Ne pas confondre avec Catherine Charlotte de Gramont (1669-1739), fille du duc Antoine-Charles de Gramont.
Titre
Princesse consort de Monaco
10 janvier 1662 – 4 juin 1678
Catherine-Charlotte de Gramont , née en 1639 et morte le 4 juin 1678 à Paris, est princesse consort de Monaco par son mariage avec Louis Ier de Monaco.

## Biographie
Fille du duc Antoine de Gramont, maréchal de France, et de Françoise Marguerite de Chivré, nièce du Cardinal de Richelieu, elle est réputée belle, « fraîche comme un sorbet » et ayant beaucoup d’esprit.
Le 30 mars 1660, avec l'autorisation du roi Louis XIV, Catherine-Charlotte de Gramont épouse le prince Louis Ier de Monaco, duc de Valentinois, « un Italien glorieux et avare ». De cette union naissent trois enfants, Antoine, Anne (belle-fille d'Emmanuel II de Crussol) et François-Honoré. Établis à la cour de France, les méchantes langues affirment qu'elle entretenait une liaison avec son cousin Puyguilhem, le futur duc de Lauzun. Une disgrâce les relègue dans la principauté monégasque où Louis serait appelé un jour à régner. Mais l'amant Puyguilhem, déguisé en serviteur, la suit. Deux ans plus tard, à la mort d’Honoré II, son grand-père, Louis devient prince de Monaco.
Catherine-Charlotte et son époux sont ensuite rappelés à la cour de France. La princesse devint alors surintendante de la maison de Madame, Henriette d'Angleterre, belle-sœur de Louis XIV. Sa grande beauté attire alors de nombreux courtisans. La cour la surnomme « le Torrent » et Madame de Sévigné la définit comme « vorace de plaisirs ».
Louis XIV, qui commençait à se désintéresser de sa favorite en titre, Louise de la Vallière, entreprend alors une relation de quelques mois avec Catherine-Charlotte en 1665. En vérité, Henriette d'Angleterre, espérant que le roi se détournerait de Louise pour qu’il lui revienne, met en évidence la princesse de Monaco dans ce but . Louise ne reproche rien à son amant, qui lui en sait gré : le « Roi-Soleil » préférait les femmes dociles. Le prince de Monaco, Louis, quitte la cour pour aller s’illustrer à la guerre.
Mais le roi, au tempérament décidément ardent, délaisse vite Catherine-Charlotte, au profit de Madame de Montespan. Certains chroniqueurs affirment que, pendant le peu de temps que dura la faveur de Catherine-Charlotte, la princesse aurait eu des relations intimes avec la belle-sœur du roi, Henriette d'Angleterre, mais cette histoire est sans fondement. De même, elle aurait proposé ses faveurs à la seconde épouse du frère du roi, qui les aurait repoussées. 
Elle fonde en 1663 à Monaco un couvent de l’ordre de la Visitation destiné à des religieuses d’origine aristocratique.
Les deux époux se séparent en 1672. Catherine-Charlotte de Gramont meurt le 4 juin 1678 à Paris.